# ألات (باد كاليه)
أليتي، باد كاليه (بالفرنسية: Alette) هي بلدية تقع في إقليم باد كاليه من منطقة نور با دو كاليه في شمال فرنسا. تبلغ مساحة هذه المدينة 13.87 (كم²)، وترتفع عن سطح البحر 32 م، يبلغ عدد سكانها 344 نسمة حسب إحصاء المعهد الوطني للإحصاء والدراسات الاقتصادية سنة 2009 م. وترأس Constant Vasseur البلدية خلال فترة (2008-2014).